# Panhard Defense
Pour les articles homonymes, voir Panhard (homonymie).
Panhard Defense est une entreprise française spécialisée dans les véhicules militaires qui a été absorbée par Arquus en 2018.

## Histoire
En 2005, les entreprises Auverland et Panhard fusionnent, donnant naissance à Panhard General Defense. En 2012, elle est rachetée par Renault Trucks Defense (groupe Volvo) pour environ 60 millions d'euro. Elle dispose d'une usine sur le site de Marolles-en-Hurepoix.
En 2018, Renault Trucks Défense devient Arquus et absorbe les trois marques qu'elle détient.

## Les produits

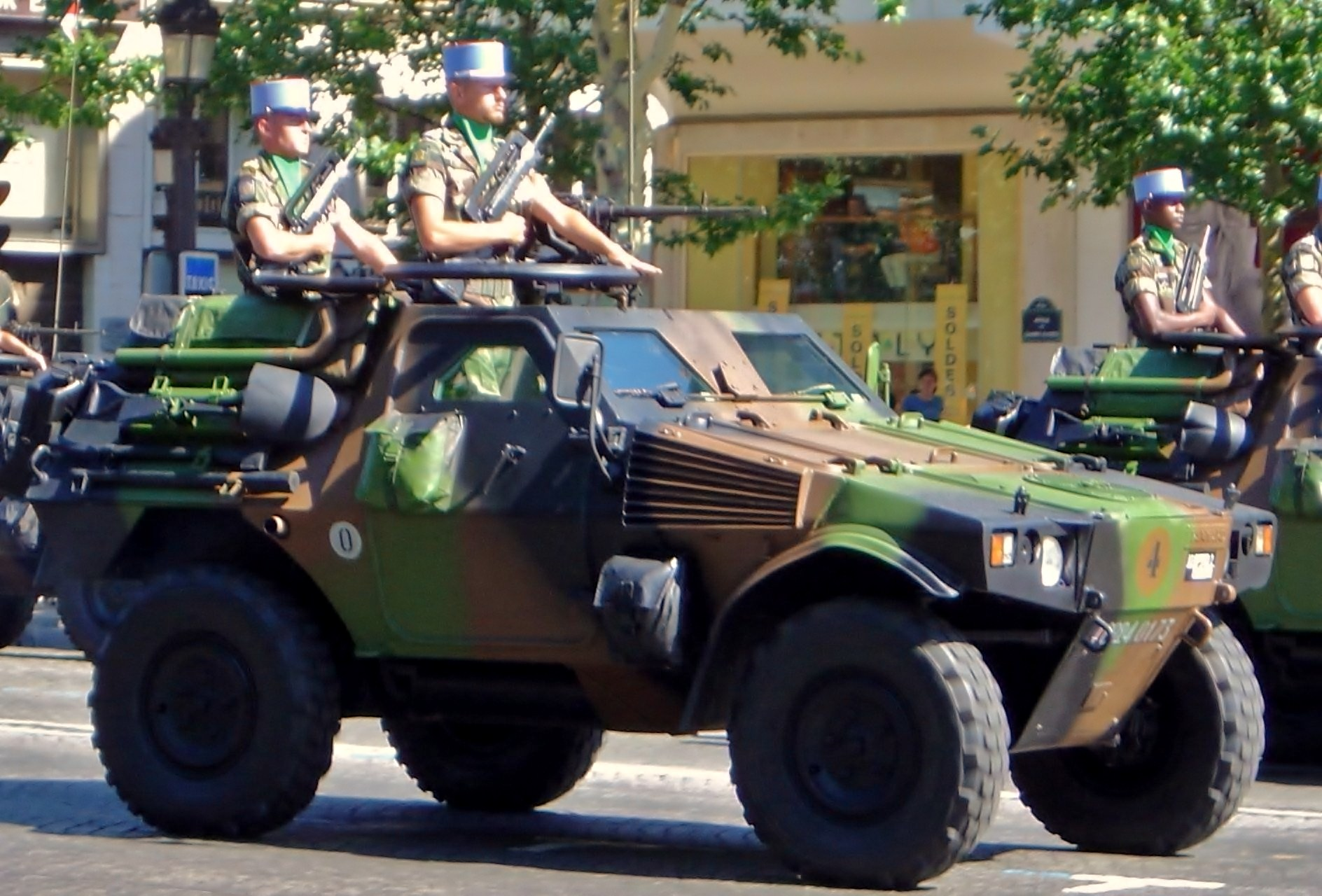
VBL

Panhard a conçu les tout-terrains Peugeot P4 de l'armée de terre française, aussi connus sous le nom de Panhard PL 30. Détenu par le groupe PSA Peugeot Citroën, Panhard a été cédé en février 2005 à son concurrent Auverland et la nouvelle entité a pris le nom de « Panhard General Defense ». Panhard à la fin 2010, comptait 350 personnes et réalisait plus de 100 millions d'euros de chiffre d'affaires.
La Panhard AMD-178 et l'EBR 75 (Engin blindé de reconnaissance créé en 1951), sont deux des plus célèbres véhicules blindés (le cercueil du Général de Gaulle fut transporté sur un EBR 75, démuni de sa tourelle, à Colombey-les-Deux-Églises).
Les véhicules militaires Panhard sont présents dans une quarantaine de pays.
- Liste (non exhaustive) des véhicules militaires Panhard
  - 1906 à 1911 : Panhard-Genty 24 HP (1906) et Panhard 24 HP (1911), voitures de reconnaissance armée[4]
  - 1911 / 1913-1914 : Châtillon-Panhard, utilitaire lourd pour du transport militaire.
  - 1914 : Panhard 103, automitrailleuse partiellement blindée[5]
  - 1913 : Panhard 105, automobile de guerre blindée[6]
  - 1926 : Panhard 138, automitrailleuse de cavalerie dont dérive le type 165, transformée en voiture de commandement blindée[7],[8].
  - 1926 : Panhard 16 cv X46, automitrailleuse[9]
  - 1930 : Panhard 165/175 TOE, automitrailleuse de découverte[10]
  - 1932 : Camion Blindé Panhard[11]
  - 1935 : Panhard AMD-178 ou AMD 35[12]
  - 1940 : Panhard 201 (prototype)[13] qui donne naissance à l'Engin Blindé de Reconnaissance (EBR, 1951)
  - 1956 : Panhard ETT[14]
  - 1966 : Panhard AML 60/90[15],[16]
  - 1969 : M3 Panhard[15],[17]
  - 1977 : Panhard VCR (en)[15],[18]
  - 1977 : Panhard ERC-90 Sagaie[15]
  - 1985 : production de la Peugeot P4 (1981) sous le nom de « Panhard PL 30 »[15]
  - 1990 : Panhard Véhicule blindé léger (VBL)[15]
  - 2002 : Panhard Petit Véhicule Protégé (PVP)[19]
  - 2005 : Panhard VPS (Véhicule Patrouille Spéciale) dérivée de la Peugeot P4[20],[21],[22]
  - 2010 : prototype Panhard SPHINX Engin blindé de reconnaissance et de combat[23]
  - 2011 : prototype CRAB (Combat Reconnaissance Armoured Buggy)[24]

### VBL

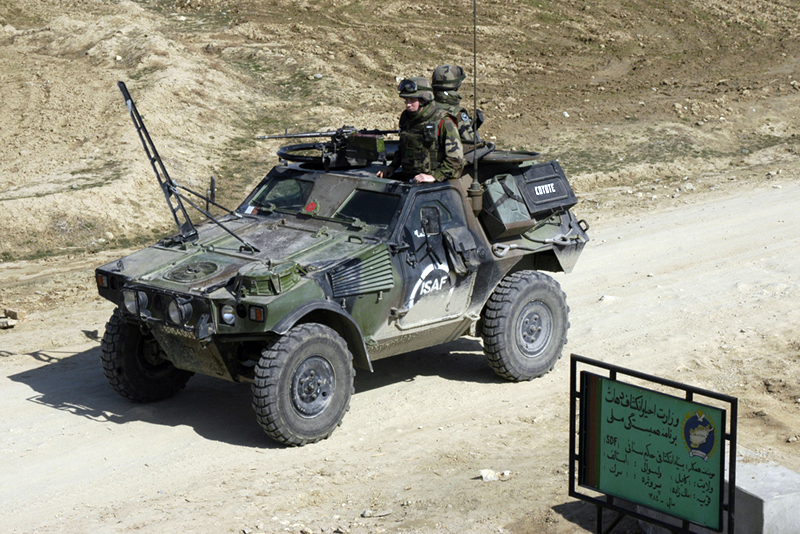
Un VBL en opération en Afghanistan dans le cadre de la FIAS (2006).

Le Véhicule blindé léger, abrégé en VBL, est un véhicule blindé amphibie à quatre roues motrices conçu au début des années 1980 pour effectuer des missions de reconnaissance ou des liaisons sous blindage, tout en étant protégé contre les attaques NRBC. Il est entré en service dans l'armée de Terre française en 1990.

### PVP

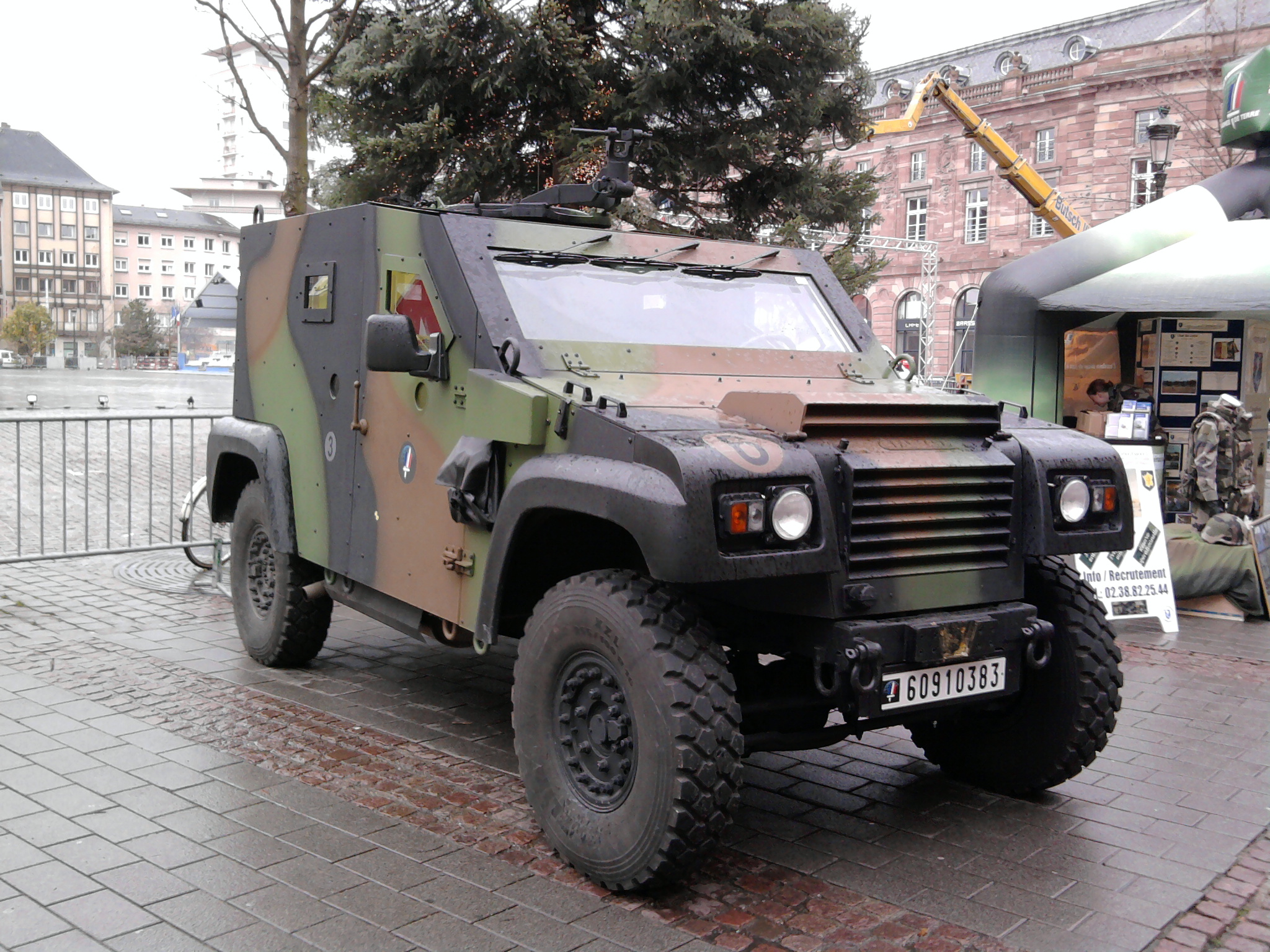
Petit véhicule protégé en 2010.

Dernier-né de la gamme Panhard, le « PVP » (« Petit véhicule protégé ») a été commandé par l'armée française en 2004 avec des livraisons dès 2008. C'est un véhicule tout terrain blindé destiné aux transports de personnels, de systèmes d’armes, de détection et transmission et de reconnaissance.

### Le CRAB
En 2011, Panhard développe un nouvel engin blindé à la conception innovante dans le cadre du programme Scorpion lancé par la direction générale de l'Armement française nommé Combat Reconnaissance Armoured Buggy (CRAB). Ce projet ne s'est pas concrétisé. 